# AIESEC
AIESEC (fr. dawna nazwa: Association Internationale des Étudiants en Sciences Économiques et Commerciales) – pozarządowa organizacja not-for-profit, jedna z największych międzynarodowych organizacji studenckich. Założona została w 1948. W Polsce działa od lat 60.
Prowadzona jest przez studentów i niedawnych absolwentów interesujących się problemami otaczającego świata, przywództwem oraz zarządzaniem.
Umożliwia ona swoim członkom odkrywanie własnego potencjału i rozwój wokół interesujących ich zagadnień. Każdy dołączający do organizacji student bierze udział w Programie Rozwoju, w ramach którego ma możliwość stopniowego poszerzania swojej wiedzy i umiejętności. Członkowie AIESEC organizują wolontariaty oraz praktyki w Polsce i za granicą w ponad 120 krajach na świecie.

## Cele i wartości AIESEC
- Aktywacja liderów – przewodzenie przez przykład i kreowanie liderów poprzez działania i rezultaty. Branie pełnej odpowiedzialności za swoją rolę w rozwoju potencjału ludzkiego.
- Spójność – działanie i wypełnianie zobowiązań w sposób, który jest zgodny z wartościami.
- Korzystanie z różnorodności – rozwój dzięki różnym stylom życia oraz poglądom obecnym w wielokulturowym otoczeniu AIESEC. Zachęcanie do współdziałania każdego człowieka.
- Czerpanie radości ze współpracy – tworzenie dynamicznego otoczenia poprzez aktywny w nim udział.
- Dążenie do doskonałości – dążenie do osiągnięcia możliwie najlepszych rezultatów. Dążenie do ciągłego rozwoju dzięki kreatywności i innowacyjności.
- Działanie z myślą o przyszłości – uwzględnianie potrzeb przyszłych pokoleń.

## Działalność AIESEC

### Wolontariat (Global Volunteer)
Global Volunteer to międzynarodowe projekty wolontariackie, które kierowane są do młodych osób zainteresowanych praktycznym doświadczeniem w projektach odpowiadających na problemy ekonomiczne, ekologiczne i społecznokulturowe we współczesnym świecie. Wolontariat trwa zazwyczaj 6 tygodni, mogą w nim brać udział osoby w wieku od 18 lat bez potrzeby posiadania statusu studenta. W większości projektów wolontariusze mają pokryte koszty zakwaterowania, a czasami również wyżywienia. Wszystkie projekty wspierają Cele Zrównoważonego Rozwoju ONZ. Wymagana jest znajomość języka angielskiego na poziomie min. B2. Projekty można znaleźć na aiesec.org.

### Praktyki (Global Talent)
Global Talent to międzynarodowy program praktyk profesjonalnych trwający od 6 tygodni do 18 miesięcy, który umożliwia młodym ludziom zdobycie umiejętności przydatnych w kształtowaniu przyszłej kariery.

### Praktyki biznesowe
Praktyki menedżerskie przeznaczone są dla studentów i absolwentów: ekonomii, zarządzania, marketingu, PR i finansów. Praktyki realizowane
są w sektorze małych i średnich przedsiębiorstw, jak i w międzynarodowych korporacjach.

### Praktyki techniczne
Praktyki techniczne są przeznaczone dla studentów i absolwentów: informatyki, mechaniki, inżynierii i chemii.

### Praktyki edukacyjne
Praktyki edukacyjne przeznaczone są dla studentów i absolwentów filologii oraz lektorów szkół językowych. Organizowane są zazwyczaj w szkołach językowych, placówkach społecznych, organizacjach pozarządowych lub firmach. Najczęściej mają na celu naukę języka wśród dzieci, młodzieży i dorosłych. Wymagana jest znajomość języka angielskiego na poziomie min. C1.

## AIESEC Polska
W Polsce organizacja reprezentowana jest przez 14 oddziałów lokalnych, w 12 miastach na ponad 50 uczelniach wyższych, na czele których stoi Oddział Narodowy – zarząd krajowy AIESEC Polska z siedzibą w Wołominie. Jego zadaniem jest koordynowanie i wspieranie działalności oddziałów lokalnych. Od września 2005 jest organizacją pożytku publicznego. Jest też członkiem Polskiej Rady Młodzieży.

### Projekty realizowane przez AIESEC Polska

#### Projekty oparte na Celach Zrównoważonego Rozwoju w placówkach szkolnych w Polsce
Projekty skierowane do przedszkoli, szkół i organizacji pozarządowych. W ramach projektów organizowane są warsztaty z udziałem zaproszonych wolontariuszy z odległych zakątków świata. Projekt jest realizowany cyklicznie w 12 województwach w Polsce, ze szczególnym uwzględnieniem największych miast.

#### Pracodawca Roku
Od roku 1992 AIESEC przeprowadza badanie ankietowe Pracodawca Roku – obejmujące swoim zasięgiem corocznie około 5000 studentów z całej Polski. Celem badania jest wyłonienie najbardziej pożądanych przez studentów pracodawców, a także dostarczenie firmom informacji na temat postrzegania rynku pracy przez ich przyszłych pracowników. Nad badaniem czuwa Honorowa Rada Ekspertów pod przewodnictwem prof. dr hab. Janiny Jóźwiak (2005).

#### Dni Kariery
AIESEC Polska jest organizatorem Dni Kariery – przedsięwzięcia dotyczącego rynku pracy i skierowanego do społeczności akademickiej, organizowanego cyklicznie na wiosnę oraz na jesień w największych miastach Polski.

### AIESEC University
Warsztaty językowe dla każdego, prowadzone przez zagranicznych lektorów. Dodatkowym urozmaiceniem są lekcje tzw. Language Tour – kilkugodzinne spotkania z lektorem, który podczas spaceru po mieście uczy popularnych zwrotów i nazw, które mogą być przydatne w realnych sytuacjach, w sklepie, w podróży, w restauracji czy w pubie.

### Youth Speak Forum
Projekt jest połączeniem paneli eksperckich i szkoleń prowadzonych przez znane firmy.